# Shione Cooper
Shione Cooper (Praga, 1 de junio de 1987) es una actriz pornográfica y modelo erótica checa. Debe su fama al hecho de tener grandes senos naturales.

## Carrera
Se introdujo al mundo del entretenimiento para adultos a principios de 2009, cuando apareció por primera vez en un sitio pornográfico con la actriz Milena Velba en una escena lésbica. Trabajó para varios sitios web en sus inicios, entre ellos 18 and Busty y DDF Busty.
Su primera película con una productora profesional fue a mediados de 2009, con Blue Coyote Pictures, luego en 2010 filmó varias escenas con Pleasure Entertainment y Diablo Productions. En 2011 se unió al cast de actrices de Chanel 69 y alcanzó la fama cuando realizó una película para Reality Kings, lo que le valió para que en 2012, Evil Angel se contactara con ella para filmar dos películas, otras dos en 2013 y una más en 2014, periodo de tiempo en el que también trabajó para Sunset Media. En 2015 realizó dos escenas más con Reality Kings.